# سام بارتولوميو
سام بارتولوميو (بالإنجليزية: Sam Bartholomew) هو لاعب كرة قدم أمريكية أمريكي، ولد في 10 أبريل 1917 في تشارلستون في الولايات المتحدة، وتوفي في 14 فبراير 1999 في مقاطعة سوليفان في الولايات المتحدة.

## وصلات خارجية
- سام بارتولوميو على موقع مرجع كرة القدم المحترفة.كوم (الإنجليزية)